# Tigrinestola tigrina
Tigrinestola tigrina là một loài bọ cánh cứng trong họ Cerambycidae.